# Adrien Melin
Pour les articles homonymes, voir Melin (homonymie).
Adrien Melin est un acteur français né à Meaux le 12 avril 1981.
Il a effectué sa formation au Conservatoire national supérieur d'art dramatique à Paris, dont il ressort diplômé en 2007.

## Théâtre

### Comédien
- 2024: L’Extraordinaire Destinée de Sarah Bernhardt une création de Géraldine Martineau
- 2024: Pauvre Bitos ou le Dîner de têtes de Jean Anouilh mise en scène Thierry Harcourt
- 2023: La Grande Musique de Stephane Guerin mise en scène Salome Villiers
- 2022: Un Divan Des Divas de Guy Maruani mise en scène Marc Fayet
- 2022: Elysée de Hervé Bentégeat, mise en scène Jean-Claude Idée
- 2021: Saint-Ex à New York de Jean-Claude Idée mise en scène Jean-Claude Idée
- 2020: La Duchesse d'Amalfi , de John Webster, mise en scène Guillaume Severac-Schmitz
- 2019: Derniers remords avant l'oubli de Jean-Luc Lagarce, mise en scène Guillaume Severac-Schmitz
- 2018: Le Maître et Marguerite, adaptation et mise en scène Igor Mendjisky
- 2017: Edmond (pièce de théâtre) écrite et mise en scène par Alexis Michalik
- 2017: Fin De L'Europe, écrit et mis en scène par Rafael Spregelburd
- 2016: La Louve, écrit et mis en scène par Daniel Colas
- 2015: Un certain Charles Spencer Chaplin, mis en scène par Daniel Colas
- 2015 : The Servant, de Robin Maugham, mis en scène par Thierry Harcourt
- 2014 : La Tempête, de William Shakespeare, mis en scène par Christophe Lidon
- 2014 : Parce que c'était lui Montaigne et La Boétie texte et mise en scène Jean-Claude Idée
- 2014 : Masques et Nez par Igor Mendjisky
- 2013 : Le Corbeau et Le Pouvoir de Jacques Forgeas mis en scène par Sophie Gubri
- 2013 : La Folle de Chaillot, de Jean Giraudoux mis en scène par Didier Long
- 2012 : Cellules pour Créer des Catastrophes texte et mise en scène Rafael Spregelburd
- 2012 : Il faut je ne veux pas, de Alfred de Musset texte et mise en scène Jean-Marie Besset
- 2011 : Masques et Nez par Igor Mendjisky
- 2011 : La Leçon du Maître de Jean Pavans d'après Henry James mis en scène par Jacques Lassalle
- 2011 : Thomas Chagrin, de Will Eno, mis en scène par Gilbert Désveaux
- 2010 : Ce qui arrive et ce qu'on attend, de Jean-Marie Besset, mis en scène par Arnaud Denis
- 2009 : Mozart, de Sacha Guitry et Reynaldo Hahn mis en scène par Pier Luidgi Pizzi
- 2008 : Le Diable rouge  de Antoine Rault avec Claude Rich mis en scène par Christophe Lidon
- 2007 : Roméo et Juliette de Shakespeare mis en scène par Denis Llorca
- 2007 : 3 Récits de Jean-Luc Largarce mis en scène par Jean-Charles Mouveaux

### Mise en scène
- 2013 : L'inappétence, de Rafael Spregelburd au Festival des Mises en Capsules au Cine 13
- 2012 : Cumulonimbus, de et avec Benjamin Jungers au Théâtre du Vieux Colombier
- 2011 : La Maison et le Zoo, de Edward Albee, Festival NAVA

## Filmographie
- 2019 : L'Effondrement (série télévisée) réalisée par Les Parasites
- 2016 : Lanceur d'Alerte, court-métrage réalisé par Les Parasites
- 2016 : Jeu de Société, court-métrage réalisé par Les Parasites
- 2015 : Crise d'Empathie court-métrage réalisé par Les Parasites
- 2015 : Nuit Solaire court-métrage de Géraldine Sroussi

## Doublage
- 2020 : Batwoman (série télévisée)
- 2015 : Sicario de Denis Villeneuve
- 2013 : Le Loup de Wall Street de Martin Scorsese : Robbie Feiberg (Brian Sacca)

## Voix
- 2016 : Damia, la chanteuse en noir de Carole Wrona pour Arte
- 2016 : Sergueï Chtchoukine, le roman d’un collectionneur de Tania Rakhmanova pour Arte
- 2013 : Belles de nuit ou la fin d'une époque de Carole Wrona pour Arte
- 2012 : Sonderkommando de Emil Weiss pour Arte